# Leucania tancrei
Leucania tancrei là một loài bướm đêm trong họ Noctuidae.